# Stock Exchange Tower

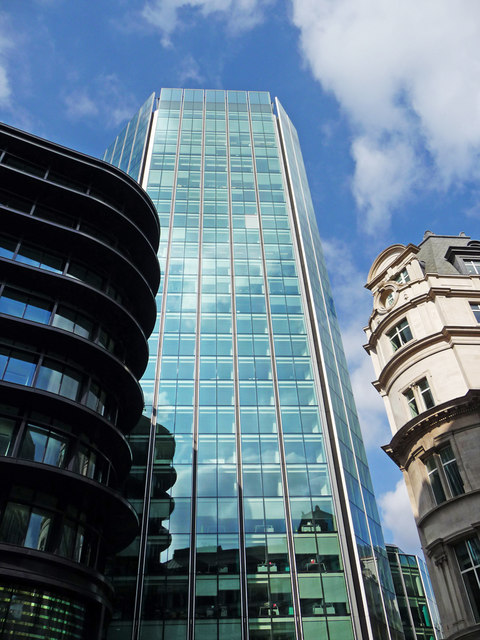
Stock Exchange Tower nach der Renovierung (2009)

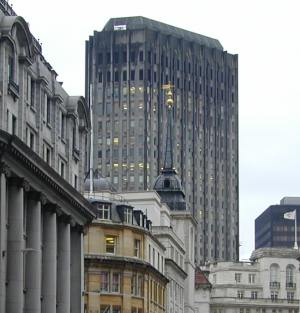
Stock Exchange Tower, von der Bank of England aus gesehen (1990er Jahre)

Der Stock Exchange Tower ist ein hohes Gebäude in London. Es steht in der City of London, an der Ecke Old Broad Street/ Threadneedle Street. Das 100 Meter hohe Gebäude mit 26 Stockwerken wurde 1970 erbaut und 1972 durch Königin Elisabeth II. eröffnet, woraufhin die London Stock Exchange hier einzog.
Am 20. Juli 1990 explodierte in der Herrentoilette hinter der Besuchergalerie eine Bombe der IRA. Das Stockwerk war schon zuvor geräumt worden, so dass niemand verletzt wurde. Der anhaltende Trend hin zum elektronischen Handel hatte den Exchange Tower zunehmend in eine Touristenattraktion verwandelt. Obwohl die Besuchergalerie wiedereröffnet wurde, kam 1992 die endgültige Schließung. Die Londoner Börse zog im Juli 2004 an den Paternoster Square um. Das Gebäude wird umfassend renoviert, wobei unter anderem die Fassade mit Glas und Stahl komplett neu eingekleidet wird.